# Viejo Sendero Español
El Viejo Sendero Español  o Antiguo Sendero Histórico Nacional Español (del inglés: Old Spanish Trail) fue una ruta comercial histórica que conectaba Santa Fe (actual Nuevo México) con Los Ángeles, en California. Con una distancia de aproximadamente 2000 kilómetros, atravesaba áreas de montañas altas, desiertos áridos y cañones profundos. Fue explorada por viajeros europeos en 1776 y la ruta fue muy transitada por caravanas de animales de carga desde 1829 hasta mediados de la década de 1850.
El nombre de esta ruta tiene su origen en una publicación de 1845, la crónica de una expedición realizada en 1842 por las Montañas Rocosas dirigida por John Charles Frémont para el Cuerpo Topográfico de los Estados Unidos. Aunque la zona era en ese momento parte de México, el nombre reconoce el hecho de que partes de la ruta ya eran conocidas por los españoles desde el siglo XVII. Con el clima político en Washington D. C. marcado por el fervor de la doctrina del Destino Manifiesto, la crónica Frémont causó sensación. Sin embargo, esta ruta fue de una importancia primordial para la historia de Nuevo México, porque supuso el establecimiento de la ruta comercial con California y el mercado internacional.

## Historia
La mayor parte de la ruta era una mezcla de antiguos caminos conocidos, que usaban cazadores y comerciantes que intercambiaban con la tribu de los utes. Las zonas orientales de lo que se convirtió en la Old Spanish Trail, incluyendo el suroeste de Colorado y el sureste de Utah, fueron exploradas por Juan María de Rivera en 1765. Los misioneros franciscanos Francisco Atanasio Domínguez y Silvestre Vélez de Escalante trataron sin éxito de llegar a California, que estaba entonces siendo colonizada, marchando desde Santa Fe en 1776 y recorriendo todo el camino a través de la Gran Cuenca Nevada, junto al lago Utah, regresando a través de la Franja de Arizona. Otras expediciones, al mando de otro misionero franciscano, Francisco Garcés, y del capitán Juan Bautista de Anza, exploraron y comerciaron en la zona meridional de la región, encontrando rutas más rápidas y fáciles a través de las montañas y desiertos que conectaban Sonora con Nuevo México y California, pero no formaron parte de la Old Spanish Trail, con la salvedad de los caminos a través del desierto de Mojave.
Finalmente, en 1829, fue establecida una conexión entre Nuevo México y California cuando Antonio Armijo, un comerciante de Santa Fe, guio una partida comercial de 60 hombres y 100 mulas. La expedición de Armijo usó un atajo descubierto el año anterior por Rafael Rivera y así pudo unir una ruta que conectaba las rutas de las expediciones de Rivera y de Domínguez y Escalante con las proximidades de la Misión de San Gabriel a través del desierto de Mojave. A partir de este momento, la ruta comenzó a ser usada con asiduidad. A la llegada de Antonio Armijo, el gobernador de Nuevo México mandó comunicar de inmediato la noticia del éxito de la expedición a las autoridades de Ciudad de México. Fue de gran importancia para Nuevo México ya que supuso el fin del aislamiento de Santa Fe y la posibilidad de acceder al mercado exterior a través de los puertos californianos. Gracias a esta expedición, el gobernador nombró a Armijo «Comandante por el descubrimiento de la ruta de California».
La noticia del éxito de la expedición se propagó rápidamente, de la misma manera que se retomó el comercio entre Santa Fe y Los Ángeles. California tenía abundantes caballos de buena calidad y mulas (incluso de linaje cimarrón) que fueron fácilmente intercambiados por productos textiles mexicanos. La senda fue también usada para la migración desde Nuevo México hasta California a finales de la década de 1830. Cabe señalar que la senda fue también utilizada en acciones ilícitas, concretamente para asaltar ranchos y para el comercio de esclavos. A pesar de la condena oficial, los indios americanos fueron constantemente vendidos como esclavos tanto en California como en Nuevo México. Las consecuencias del tráfico de personas tuvieron un efecto duradero para aquellos que vivían a lo largo de la senda una vez que cesó el tránsito por la misma.
John C. Frémont, conocido como The Pathfinder (el ‘explorador’ o ‘pionero’), le puso nombre a la ruta en 1844. El comercio continuó hasta mediados de la década de 1850, cuando un cambio hizo que la vieja ruta se volviera obsoleta para el uso de los carros de mercancía. Además, tanto Nuevo México como California se convirtieron en territorios de los Estados Unidos como resultado de la Guerra entre Estados Unidos y México de 1846 a 1848, y gran número de emigrantes mormones se asentaran en Utah, haciendo mella tanto en los intereses comerciales como en la tolerancia hacia la esclavitud de los indios americanos.

## Geografía

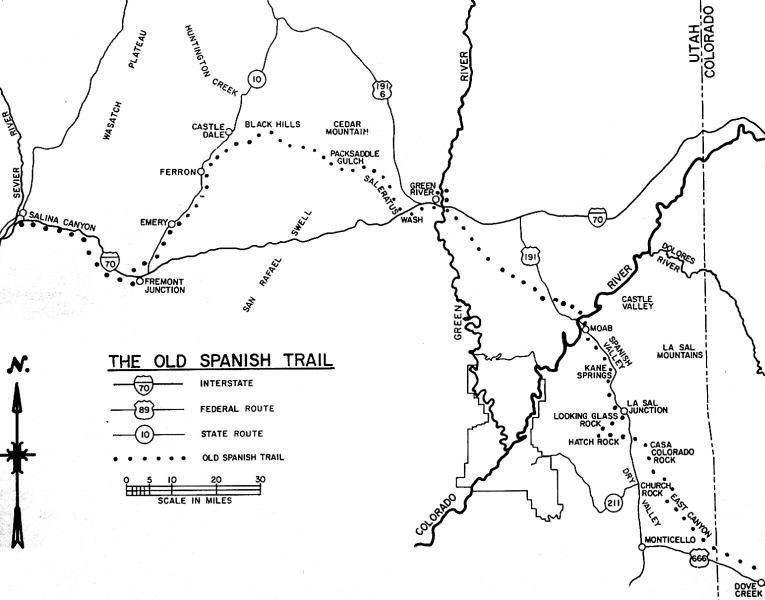
La ruta de la senda vieja española en el sureste de Utah.

La ruta central de la senda vieja española transcurría hacia el noroeste desde Santa Fe, atravesando la zona suroeste de Colorado, tras la sierra de San Juan, Mancos y Dove Creek. Se internaba en Utah junto a Monticello y avanzaba hacia el norte a través del difícil terreno del Spanish Valley, y cerca de Moab cruzaba el río Colorado. Seguía hacia el Noroeste para cruzar después el peligroso río Verde cerca de la actual Green River. 
La ruta continuaba a través (y alrededor) de San Rafael Swell, el tramo más septentrional de la senda. Entrando en la Gran Cuenca Nevada por el cañón de Salina, giraba hacia el suroeste cruzando el sur del actual estado de Nevada (cerca de Las Vegas) y el desierto de Mojave antes de alcanzar la Misión de San Gabriel Arcángel y El Pueblo de Los Ángeles en California. 
También existían rutas alternativas a través del centro de Colorado y por la Franja de Arizona.

## Registro Nacional de lugares históricos de Estados Unidos
Aunque quedan pocas huellas de los primeros comerciantes, ahora la senda es recordada en el nombre de muchas calles y vías y en numerosos mercados históricos de algunas de las ciudades de los estados por los que discurría. La ruta está incluida como el Antiguo Sendero Histórico Nacional Español por el Bureau of Land Management y el Servicio de Parques Nacionales. Algunos tramos de la carretera US 160 en Colorado y la US 191 en Utah reciben el mismo nombre.
En 1988, un edificio de Utah, junto a la ruta, fue incluido en el Registro Nacional de Lugares Históricos.
En 2001, el tramo de la ruta que corre a través de Nevada desde el límite con Arizona hasta California (conocido como el Mormon Road Historic District, ‘Distrito histórico de la carretera de los mormones’) fue incluido en el Registro Nacional de Lugares Históricos.